# World B. Free
World B. Free (ur. 9 grudnia 1953 w Atlancie jako Lloyd Bernard Free) – amerykański koszykarz, obrońca, uczestnik meczu gwiazd NBA, zaliczony do drugiego składu najlepszych zawodników ligi.

## Osiągnięcia
College
- Mistrz NAIA (1973)[3]
- MVP turnieju NAIA (1973)[3]
- Zawodnik Roku NAIA (1975)[3]
- 2-krotnie zaliczany do składu All-American (1974, 1975)[3]

USBL
- Mistrz USBL (1987)[4]
- USBL Man of The Year (1987)[4]
- Zaliczony do All-USBL First Team (1987)[4]
- MVP finałów (1987)[4]

NBA
- Finalista NBA (1977)[5]
- Uczestnik NBA All-Star Game (1980)[1]
- Zaliczony do składu All-NBA Second Team (1979)[2]
- Zawodnik tygodnia NBA (13.01.1985)[6]